# V Vojni krajini
V Vojni krajini je povest Josipa Jurčiča. Delo je izšlo v prvem letniku časopisa Zora leta 1872.

## Vsebina
Pripovedovalec je na službenem potovanju v Zagrebu, kjer ima iz študentovskih časov precej znancev. Zvečer v gostilni, kjer je ozračje prepojeno s političnimi debatami, sreča enega od njih. To je dr. Janko V. Z njim ga je spoprijateljila skupna ljubezen do domovine. Pripovedovalca zanima prijateljeva usoda, po dolgem prepričevanju slednji le spregovori. Prijatelj je po končanem študiju delal kot vojaški zdravnik v avstrijski vojski, spoznaval je svet in ljudi. Nazadnje je končal v Vojaški granici. A danes ne dela več v vojski. Prijatelj prične, da je bil nekaj časa sam del romana, dobil je srčno in strelno rano. To se je zgodilo v Vojaški granici. 
Ob prihodu v Granico je bil vesel, da bo spoznal narod, ki je posebno leta 1848 tako veliko vlogo igral v avstrijski zgodovini. Že vozil se je s trgovcem, ki je bil velik domoljub. Tudi njegov stanodajalec, nadlajtnant Savić, je ljubil domovino in narodno literaturo. Drugi dan po prihodu pripravi večerjo na čast mladega zdravnika, kjer se domenijo za zabavo na tretjo nedeljo. Čas hitro mine. Na zabavo se prijatelj vozi s Savićem, gospodično Milano Vukovo in njeno materjo. Prispejo do cerkve, tam se seznani še s simpatičnim Milaninim očetom, sledi pravoslavni cerkveni obred. Po obredu sledi obed, med katerimi mladenič klepeta z Milano in se vanjo zaljubi. Ljubezen bi ji rad že takoj izpovedal, a mu najprej Savić nalaga razne naloge. Ko ji končno posredno omeni svojo željo, že pridejo drugi, ona mu le na kratko odgovori in da upanje. Mladenič je bil vesel, čeprav je Savić čuden obraz delal. Po plesu so sledili vino, patriotski govori.
Od tedaj je mladenič redno zahajal k Milani. A motila ga je neka nerazložljiva nenaklonjenost najprej Savića, nato popa in sčasoma tudi Milaninega očeta. Situacijo želi popraviti s snubitvijo, vendar Milana vztraja, naj še počaka. Jezen mladenič se vrne šele naslednji teden, tam najde večjo družbo, ob mladenki pa mladega trgovca, Savičevega brata. Poln ljubosumja med razpravo o srbstvu in hrvatstvu vse užali in odide domov. Kasneje se želi opravičiti, a ga oče ne želi več videti. Mladenka prosi, naj čaka, naj je ne išče. Prav tako dobi grozilno pismo, naj opusti svoje namere z Milano.
Čez nekaj časa je imel opravke v gozdu, od koder se je vračal sam. Tam ga sredi noči zadane strel puške neznanca. Ko je okreval, je bil Savić prestavljen, trgovec je odšel, Milana je šla v neko mesto. Zdravnik se nikoli ni povsem pozdravil. Po slovesu s prijateljem, pripovedovalec od njega dobi le še eno sporočilo, da gre v boj pod Garibaldijem. Pripovedovalec sklepa, da je padel za samoodločbo narodov.